# Pittsburg County
Pittsburg County ist ein County im Bundesstaat Oklahoma der Vereinigten Staaten. Der Verwaltungssitz (County Seat) ist McAlester. Das U.S. Census Bureau hat bei der Volkszählung 2020 eine Einwohnerzahl von 43.773 ermittelt.

## Geographie
Das County liegt im mittleren Südosten von Oklahoma und hat eine Fläche von 3569 Quadratkilometern, wovon 186 Quadratkilometer Wasserfläche sind. Es grenzt im Uhrzeigersinn an folgende Countys: McIntosh County, Haskell County, Latimer County, Pushmataha County, Atoka County, Coal County und Hughes County.

## Geschichte
Pittsburg County wurde am 16. Juli 1907 als Original-County aus Choctaw-Land gebildet. Benannt wurde es nach Pittsburgh, Pennsylvania, dem Herkunftsort einiger der ersten Siedler.
28 Bauwerke und Stätten des Countys sind im National Register of Historic Places (NRHP) eingetragen (Stand 6. Juni 2018).

## Demografische Daten

Alterspyramide des Pittsburg County

Nach der Volkszählung im Jahr 2000 lebten im Pittsburg County 43.953 Menschen in 17.157 Haushalten und 11.941 Familien. Die Bevölkerungsdichte betrug 13 Einwohner pro Quadratkilometer. Ethnisch betrachtet setzte sich die Bevölkerung zusammen aus 77,20 Prozent Weißen, 4,02 Prozent Afroamerikanern, 12,50 Prozent amerikanischen Ureinwohnern, 0,27 Prozent Asiaten, 0,03 Prozent Bewohnern aus dem pazifischen Inselraum und 0,78 Prozent aus anderen ethnischen Gruppen; 5,20 Prozent stammten von zwei oder mehr Ethnien ab. 2,14 Prozent der Bevölkerung waren spanischer oder lateinamerikanischer Abstammung.
Von den 17.157 Haushalten hatten 29,0 Prozent Kinder unter 18 Jahre, die im Haushalt lebten. 54,9 Prozent waren verheiratete, zusammenlebende Paare, 11,2 Prozent waren allein erziehende Mütter. 30,4 Prozent waren keine Familien, 27,7 Prozent waren Singlehaushalte und in 13,3 Prozent der Haushalte lebten Menschen im Alter von 65 Jahren oder darüber. Die durchschnittliche Haushaltsgröße betrug 2,40 und die durchschnittliche Familiengröße betrug 2,90 Personen.
23,5 Prozent der Bevölkerung waren unter 18 Jahre alt, 7,8 Prozent zwischen 18 und 24, 26,9 Prozent zwischen 25 und 44, 24,6 Prozent zwischen 45 und 64 und 17,1 Prozent waren 65 Jahre oder älter. Das Durchschnittsalter betrug 39 Jahre. Auf 100 weibliche Personen kamen 101,5 männliche Personen. Auf 100 Frauen im Alter von 18 Jahren oder darüber kamen 100,1 Männer.
Das jährliche Durchschnittseinkommen eines Haushalts betrug 28.679 USD und das durchschnittliche Einkommen einer Familie betrug 35.190 USD. Männer hatten ein durchschnittliches Einkommen von 28.470 USD gegenüber den Frauen mit 19.886 USD. Das Prokopfeinkommen betrug 15.494 USD. 13,6 Prozent der Familien und 17,2 Prozent der Bevölkerung lebten unterhalb der Armutsgrenze.